# Pteromalus gracillimus
Pteromalus gracillimus är en stekelart som beskrevs av Dalla Torre 1898. Pteromalus gracillimus ingår i släktet Pteromalus och familjen puppglanssteklar. Inga underarter finns listade i Catalogue of Life.